# 小行星9956
小行星9956（9956 Castellaz）是一颗绕太阳运转的小行星，为主小行星带小行星。该小行星于1991年10月5日发现。

## 轨道参数
小行星9956的轨道半长轴为2.2135344 UA，离心率为0.144。